# PGC 213917
LEDA/PGC 213917 ist eine Galaxie vom Hubble-Typ Irr? im Sternbild Jungfrau nördlich der Ekliptik. Sie ist schätzungsweise 1,1 Milliarden Lichtjahre von der Milchstraße entfernt.
Im selben Himmelsareal befindet sich u. a. die Galaxie NGC 4006 und IC 754.